# Мутинка
Мутинка — струмок в Україні, у Конотопському районі Сумської області. Права притока Сейму (басейн Дніпра).

## Опис
Довжина струмка приблизно 2,2 км.

## Розташування
Бере початок на північно-західній околиці Мутина. Тече через село спочатку на південний схід, а потім на південний захід і впадає у річку Сейм, ліву притоку Десни. 
Струмок перетинає автомобільна дорога Р60.